# أدريان باول (راكب الكنو)
أدريان باول (بالإنجليزية: Adrian Powell)‏ هو راكب الكنو أسترالي، ولد في 6 أبريل 1941.

## وصلات خارجية
- أدريان باول على موقع اللجنة الأولمبية الدولية (الإنجليزية)
- أدريان باول على موقع أوليمبيديا (الإنجليزية)
- أدريان باول على موقع اللجنة الأولمبية الأسترالية (الإنجليزية)